# Policresto
Policresto (do grego, polys = muitos e khréstos= benéfico, poderoso; e do latim polycrestus = que tem muitas aplicações), são preparados homeopáticos. Neste grupos temos também os preparados semipolicrestos, que apresentam elaborada patogenesia, mas não tem utilização tão frequente como os outros.

## Alguns preparados policrestos[4]
- Sulphur
- Phosphorus
- Lycopodium
- Sepia
- Calcarea carbonica
- Pulsatilla
- Natrum muriaticum
- Arsenicum album
- Nux vomica
- Mercurius
- Rhus toxicodendron
- Silica
- Belladonna
- Lachesis
- Thuja
- Causticum
- Bryonia
- Kali carbonicum
- Zincum
- Nitricum acidum